# USS Gendreau (DE-639)
USS Gendreau (DE-639) là một tàu hộ tống khu trục lớp Buckley được Hải quân Hoa Kỳ chế tạo trong Chiến tranh Thế giới thứ hai. Tên nó được đặt theo Đại tá quân y Elphege Alfred Mailliot Gendreau (1888-1943), trưởng ban quân y Hạm đội Thái Bình Dương, đã tử trận trong một cuộc ném bom vào ngày 21 tháng 7, 1943 đang khi trợ giúp cho việc di tản bệnh binh và thương binh khỏi Rendova. Nó đã phục vụ cho đến khi chiến tranh kết thúc, xuất biên chế năm 1948 và bị tháo dỡ năm 1973. Gendreau được tặng thưởng hai Ngôi sao Chiến trận do thành tích phục vụ trong Thế Chiến II.

## Thiết kế và chế tạo
Những chiếc thuộc lớp tàu hộ tống khu trục Buckley có chiều dài chung 306 ft (93 m), mạn tàu rộng 37 ft 1 in (11,30 m) và độ sâu mớn nước khi đầy tải là 11 ft 3 in (3,43 m). Chúng có trọng lượng choán nước tiêu chuẩn 1.400 tấn Anh (1.400 t); và lên đến 1.740 tấn Anh (1.770 t) khi đầy tải. Hệ thống động lực bao gồm hai turbine hơi nước General Electric công suất 13.500 mã lực (10.100 kW), dẫn động hai máy phát điện công suất 9.200 kilôwatt (12.300 hp) để vận hành hai trục chân vịt;  công suất 12.000 hp (8.900 kW) cho phép đạt được tốc độ tối đa 23 kn (26 mph; 43 km/h), và có dự trữ hành trình 6.000 nmi (6.900 mi; 11.000 km) khi di chuyển ở vận tốc đường trường 12 kn (14 mph; 22 km/h).
Vũ khí trang bị bao gồm ba pháo 3 in (76 mm)/50 cal trên tháp pháo nòng đơn có thể đối hạm hoặc phòng không, một khẩu đội 1,1 inch/75 caliber bốn nòng và tám pháo phòng không Oerlikon 20 mm. Vũ khí chống ngầm bao gồm một dàn súng cối chống tàu ngầm Hedgehog Mk. 10 (có 24 nòng và mang theo 144 quả đạn); hai đường ray Mk. 9 và tám máy phóng K3 Mk. 6 để thả mìn sâu. Khác biệt đáng kể so với lớp Evarts dẫn trước là chúng có thêm ba ống phóng ngư lôi Mark 15 21 inch (533 mm). Thủy thủ đoàn đầy đủ bao gồm 186 sĩ quan và thủy thủ.
Gendreau được đặt lườn tại xưởng tàu của hãng Bethlehem Steel Corporation tại San Francisco, California vào ngày 1 tháng 8, 1943. Nó được hạ thủy vào ngày 12 tháng 12, 1943; được đỡ đầu bởi bà Josephine Gendreau, vợ góa Đại tá Gendreau, và nhập biên chế vào ngày 17 tháng 3, 1944 dưới quyền chỉ huy của Hạm trưởng, Thiếu tá Hải quân Alfred Dunn Kilmartin.

## Lịch sử hoạt động

### Quần đảo Solomon và New Guinea
Sau khi hoàn tất chuyến đi chạy thử máy huấn luyện ngoài khơi bờ biển California, Gendreau khởi hành từ San Francisco vào ngày 23 tháng 5, 1944 để hộ tống một đoàn tàu vận tải đi sang Trân Châu Cảng, đến nơi sáu ngày sau đó. Nó tiếp tục hoạt động huấn luyện tại khu vực quần đảo Hawaii cho đến ngày 18 tháng 6, khi nó lên đường cho chuyến hộ tống vận tải đi từ Hawaii sang quần đảo Marshall. Một chuyến đi hộ tống vận tải khác đã đưa con tàu đi đến Eniwetok, và nó quay trở về Oahu vào ngày 26 tháng 7, đúng lúc để chào đón Tổng thống Franklin D. Roosevelt trong chuyến đi thị sát Trân Châu Cảng. Trong lượt tuần tra chống tàu ngầm ngoài khơi vùng biển Hawaii, nó đã cứu vớt đội bay một máy bay bị buộc phải hạ cánh trên biển vào ngày 31 tháng 7, và chín ngày sau đó lại tiếp tục cứu vớt một phi công máy bay tiêm kích bị rơi trên biển vào lúc biển động mạnh. 
Khởi hành từ Trân Châu Cảng vào ngày 8 tháng 9, Gendreau hộ tống một đoàn tàu vận tải đi sang Emirau. Vào ngày 13 tháng 9, nó mắc tai nạn va chạm với Breton (CVE-23) đang khi được tiếp nhiên liệu từ chiếc tàu sân bay hộ tống; tuy nhiên việc kiểm soát hư hỏng có hiệu quả đã giúp nó tiếp tục hành trình cùng đoàn tàu vận tải đến Emirau, trước khi đi đến Manus vào ngày 19 tháng 9 để sửa chữa. Con tàu khởi hành từ khu vực quần đảo Admiralty vào ngày 1 tháng 10, đi đến vịnh Purvis tại đảo Florida thuộc quần đảo Solomon vào ngày 4 tháng 10. Nó huấn luyện cùng các tàu phóng lôi PT boat tại Tulagi trước khi lên đường vào ngày 27 tháng 10 để đi đến quần đảo Russell, nơi nó gặp gỡ một đoàn tàu đổ bộ để cùng hướng sang đảo New Georgia. Khởi hành vào ngày 29 tháng 10, đoàn tàu đi đến mũi Torokina, Bougainville, nơi các tàu đổ bộ cho đổ bộ lực lượng lên bờ. Gendreau hộ tống các tàu đổ bộ trong hành trình quay trở lại Russell vào ngày 1 tháng 11, rồi quay trở lại cảng Purvis vào ngày hôm sau. 
Trong những tháng tiếp theo, Gendreau hoạt động hộ tống vận tải và tuần tra chống tàu ngầm tại khu vực giữa các đảo tại Nam Thái Bình Dương. Nó vào ụ tàu để sửa chữa từ ngày 17 tháng 2 đến ngày 20 tháng 2, 1945, được sửa chữa bởi thủy thủ của nó và nhân sự từ tàu sửa chữa Tutuila (ARG-4). Sang tháng 3, nó tổng dượt nhằm chuẩn bị cho cuộc đổ bộ lên Okinawa, hộ tống các tàu đổ bộ đi đến Russell và cảng Purvis, đi đến cảng Purvis vào ngày 7 tháng 3 và quay trở lại bốn ngày sau đó. Khởi hành từ Russell vào ngày 12 tháng 3, nó đi đến Ulithi vào ngày 21 tháng 3, nơi tập trung lực lượng cho chiến dịch. Nó lên đường bốn ngày sau đó cùng một lực lượng đặc nhiệm để hướng sang quần đảo Ryukyu. 

### Okinawa
Vào ngày đổ bộ 1 tháng 4, Gendreau hiện diện ngoài khơi bờ biển Tây Nam Okinawa để hộ tống bảo vệ các tàu đổ bộ. Lúc xế chiều một máy bay Nhật Bản đã tấn công con tàu, nhưng bị hỏa lực phòng không bắn rơi ngay sát bên mạn phải. Vài giờ sau đó nó tiếp cận bãi đổ bộ để các xuồng cho đổ bộ lực lượng lên các vị trí được chỉ định đúng vào lúc chấm dứt đợt bắn phá chuẩn bị. Sang ngày hôm sau nó đang ở vị trí hộ tống bảo vệ khi bị một máy bay đối phương tấn công lúc bình minh, đối thủ bị hỏa lực phòng không bắn rơi với sự trợ giúp của những tàu bạn chung quanh. Đến ngày 3 tháng 4, một máy bay khác Kamikaze lại tiếp cận bắn phá con tàu và trong lượt tấn công thứ hai tìm cách đâm xuống tự sát; pháo thủ trên tàu một lần nữa bắn trúng đối phương rơi cách con tàu 25 yd (23 m).
Đến ngày 5 tháng 4, Gendreau gia nhập thành phần một đội tìm-diệt tàu ngầm. Sang ngày hôm sau một máy bay ném bom-ngư lôi tìm cách phóng ngư lôi nhắm vào nó, nhưng quả ngư lôi phát nổ khi rơi xuống nước và chiếc máy bay bị bắn rơi cách phía đuôi con tàu 500 yd (460 m); sang ngày hôm sau nữa, nó tiêu diệt thêm một máy bay tấn công. Vào ngày 12 tháng 4, hoàn toàn bị bất ngờ không được cảnh báo trước, một máy bay ném bom-ngư lôi áp sát và phóng ngư lôi tấn công; quả ngư lôi đi sượt bên dưới mũi tàu và phát nổ ở một khoảng cách. Bốn ngày sau đó, hai máy bay đối phương tiếp cận con tàu, nhưng hai máy bay tiêm kích Hoa Kỳ tuần tra chiến đấu đã bám sát ngay phía sau và bắn cả hạ hai kẻ tấn công.
Rời vùng biển Okinawa vào ngày 22 tháng 4, Gendreau hộ tống một đoàn tàu vận tải đi Saipan, đến nơi năm ngày sau đó rồi quay trở lại Okinawa vào ngày 2 tháng 5. Nó khởi hành đi Ulithi vào ngày hôm sau, đến nơi vào ngày 7 tháng 5, rồi lại ra khơi vào ngày 23 tháng 5 cùng một đoàn tàu vận tải hổn hợp, và đi đến Okinawa vào ngày 29 tháng 5. Con tàu hoạt động hộ tống vận tải tại chỗ, và đang khi hỗ trợ cho hoạt động tác chiến của lực lượng trên bộ vào ngày 10 tháng 6, nó trúng đạn pháo 150 mm (5,9 in) từ một khẩu đội đối phương ẩn náu trên bờ. Con tàu bị mất động lực và bắt đầu ngập nước, khiến hai thành viên thủy thủ đoàn tử trận và hai người khác bị thương. Tuy nhiên, nhờ phản ứng nhanh chóng của các đội kiểm soát hư hỏng, tình hình được kiểm soát sau 15 phút và khôi phục hoạt động bình thường sau hai giờ.

### Biển Hoa Đông
Sau khi được sửa chữa tại Kerama Retto và sau đó tại vịnh Buckner, Okinawa, Gendreau gia nhập lực lượng đặc nhiệm dưới quyền Phó đô đốc Jesse B. Oldendorf vào ngày 13 tháng 7 để hoạt động huấn luyện và quét mìn trong biển Hoa Đông. Vào ngày 26 tháng 7, nó giải cứu một phi công máy bay tiêm kích bị rơi trên biển chỉ trong vòng 32 phút sau tai nạn; con tàu cũng từng trải qua một cơn bão lớn khi sóng biển động mạnh khiến nó bị chòng chành nghiêng đến 60° và những tấm thép lườn tàu bị bung ở một số vị trí. Đến ngày 31 tháng 7, nó hộ tống cho thiết giáp hạm Pennsylvania (BB-38) bị hư hại rút lui về Guam, rồi quay trở lại Okinawa vào ngày 12 tháng 9, nơi nó tiếp tục chịu đựng một cơn bão khác bốn ngày sau đó làm đứt dây neo bên mạn trái.

### Sau chiến tranh
Vào lúc này Nhật Bản đã chấp nhận đầu hàng vào ngày 15 tháng 8 giúp kết thúc cuộc xung đột, và Gendreau lên đường vào ngày 22 tháng 9 để hoạt động cùng lực lượng chiếm đóng Đồng Minh. Sau khi phục vụ vận chuyển nhân sự và thư tín tại Nhật Bản, nó rời vịnh Tokyo vào ngày 4 tháng 11 để quay trở về Hoa Kỳ ngang qua Trân Châu Cảng, về đến Portland, Oregon vào ngày 22 tháng 11.
Đi đến San Diego vào tháng 2, 1946, Gendreau thực hành huấn luyện trước khi lên đường cho một lượt phục vụ trong thời bình tại khu vực Tây Thái Bình Dương. Nó đi đến Thượng Hải, Trung Quốc vào ngày 14 tháng 4, rồi tiếp tục viếng thăm Thanh Đảo và Tần Hoàng Đảo và tuần tra tại các khu vực Okinawa và Thương Hải trong tháng 5 và tháng 6. Con tàu lên đường vào ngày 1 tháng 7 để quay trở về vùng biển California, về đến San Diego vào ngày 19 tháng 7.
Sau khi được sửa chữa và huấn luyện vào đầu năm 1947, Gendreau lại lên đường đi sang Viễn Đông ngang qua Trân Châu Cảng và Guam, đi đến Nhật Bản vào ngày 19 tháng 3. Trong suốt mùa Xuân và mùa Hè năm đó, nó tuần tra ngoài khơi bán đảo Triều Tiên, viếng thăm Yokosuka vào ngày 21 tháng 5, và lên đường quay trở về Hoa Kỳ vào ngày 1 tháng 9. Đi ngang qua Trân Châu Cảng, nó về đến San Diego vào ngày 19 tháng 9.
Gendreau được cho xuất biên chế vào ngày 13 tháng 3, 1948 và được đưa về Hạm đội Dự bị Thái Bình Dương, neo đậu tại San Diego; con tàu không bao giờ được đưa ra hoạt động trở lại. Tên nó được cho rút khỏi danh sách Đăng bạ Hải quân vào ngày 1 tháng 12, 1972 và nó bị bán để tháo dỡ vào ngày 11 tháng 9, 1973.

## Phần thưởng
Gendreau được tặng thưởng hai Ngôi sao Chiến trận do thành tích phục vụ trong Thế Chiến II.
|                           |  |  |
| Bronze star · Bronze star |  |  |

| Dãi băng Hoạt động Tác chiến (truy tặng)                                | Dãi băng Hoạt động Tác chiến (truy tặng) | Huân chương Chiến dịch Hoa Kỳ        | Huân chương Chiến dịch Hoa Kỳ           |
| Huân chương Chiến dịch Châu Á-Thái Bình Dương với 2 Ngôi sao Chiến trận | Huân chương Chiến thắng Thế Chiến II     | Huân chương Chiến thắng Thế Chiến II | Huân chương Phục vụ Chiếm đóng Hải quân |